# 新都田
新都田（しんみやこだ）は、静岡県浜松市浜名区に存在する町名。現行行政地名は新都田一丁目から新都田五丁目。住居表示実施済み。

## 地理
町内はテクノポリス地域に指定され、研究所や工場が多く設置されている。ショッピングセンターや新興住宅地なども作られている。
なお、一丁目と四丁目は工業地帯であり、人口はゼロである。

## 歴史
かつては都田町であったが、土地区画整理事業完工により、この区域のみ1993年3月1日に住居表示が行われ新都田となった。なお、区画整理完成後も新たな住宅・商店等の建設は行われている。

## 世帯数と人口
2018年（平成30年）12月1日現在の世帯数と人口は以下の通りである。
| 丁目         | 世帯数    | 人口    |
| ------------ | --------- | ------- |
| 新都田二丁目 | 631世帯   | 1,648人 |
| 新都田三丁目 | 370世帯   | 930人   |
| 新都田四丁目 | 15世帯    | 15人    |
| 新都田五丁目 | 733世帯   | 1,938人 |
| 計           | 1,749世帯 | 4,531人 |

## 小・中学校の学区
市立小・中学校に通う場合、学区は以下の通りとなる。
| 丁目         | 番・番地等 | 小学校               | 中学校             |
| ------------ | ---------- | -------------------- | ------------------ |
| 新都田一丁目 | 全域       | 浜松市立都田南小学校 | 浜松市立都田中学校 |
| 新都田二丁目 | 全域       | 浜松市立都田南小学校 | 浜松市立都田中学校 |
| 新都田三丁目 | 全域       | 浜松市立都田南小学校 | 浜松市立都田中学校 |
| 新都田四丁目 | 全域       | 浜松市立都田南小学校 | 浜松市立都田中学校 |
| 新都田五丁目 | 全域       | 浜松市立都田南小学校 | 浜松市立都田中学校 |

## 交通
- 国道362号

## 施設
- 浜松市浜松北地域自治センター
- 浜松新都田郵便局
- 都田総合公園
- 中日新聞東海本社 浜松都田工場

## その他

### 日本郵便
- 郵便番号 : 431-2103[3]（集配局：浜松北郵便局[7]）。

### 警察
町内の警察の管轄区域は以下の通りである。
| 番・番地等 | 警察署     | 交番・駐在所 |
| ---------- | ---------- | ------------ |
| 全域       | 細江警察署 | 都田交番     |